# Storia di Lacedonia

## Preistoria
Lacedonia era abitata fin dall'età eneolitica: lo confermano resti di armi in rame e altri reperti rinvenuti nel suo territorio. Gli aborigeni abitavano in una località oggi chiamata "sotto le rupi", che era costituita da grotte scavate nel tufo.
Una necropoli protovillanoviana (età del bronzo finale) è stata inoltre rinvenuta dalla soprintendenza archeologica di Salerno-Avellino, su segnalazione dell'ispettore onorario Nicola Fierro, alla località Chiancarelle a non molta distanza dal locale casello autostradale.
Alcune antiche monete di epoca osca, rinvenute in area sannitica e riportanti la scritta Akudunniad (in osco significa madre cicogna), potrebbero riferirsi ad Aquilonia negli Irpini (l'attuale Lacedonia), ma secondo gli storici è più probabile che provengano invece da Aquilonia dei Pentri, ossia dal luogo (situato tra Lazio e Molise) della celebre battaglia del 293 a.C. tra Romani e Sanniti.

## Lacedonia romana
Sotto il dominio romano Lacedonia era un importante municipio; vi erano assessori delle finanze e alle opere pubbliche, consiglieri e una congrega addetta al culto di Augusto. La lapide CIL 6257
conferma inoltre il contenuto della Lex Iulia coloniae genetivae, una legge che veniva applicata nelle colonie, il che fa supporre che anche Aquilonia/Lacedonia fosse una colonia romana, anche se non viene mai detto esplicitamente.
I romani costruirono a Lacedonia delle piscine, le terme, l'anfiteatro, lavatoi, giardini pubblici e, nella località "i capi dell'acqua", una mutatio (una stazione destinata al cambio di carri e cavalli). Queste erano opere pubbliche ordinate dal quattuorvir, un edile che dirigeva il servizio di manutenzione delle strade e delle opere pubbliche, era il capo della polizia, si occupava dell'approviggiamento e di vettogliamento di derrate alimentari, emetteva editti e ordinanze su tutte le materie di sua competenza. La presenza di una quattuorvir a Lacedonia, attestata dall'epigrafe CIL 6257, ha permesso agli storici di stabilire che Aquilonia in hirpinis fosse un municipio.

## Lacedonia medievale
Lacedonia venne in seguito donata, nel VI secolo, ai Benedettini dall'Imperatore d'Oriente Giustiniano.
In seguito passò sotto il dominio prima dei Longobardi (che nel 568 avevano invaso l'Italia bizantina), poi dei duchi di Conza e infine dei Normanni (che nell'XI secolo, guidati da Roberto il Guiscardo, realizzarono l'impresa della conquista dell'Italia meridionale).
Ai tempi dei Normanni il feudo di Lacedonia apparteneva a Riccardo Balbano: egli inviò sessanta fanti e sessanta cavalli alla terza crociata. I Balbano governarono il feudo di Lacedonia fino all'avvento di Carlo d'Angiò, che tolse il feudo a questa potente famiglia feudale.
Il feudo passò poi alla famiglia Orsini, principi di Taranto. Uno di essi, tale Gabriele Orsini, ricostruì la città ridotta in macerie dal terremoto del 5 dicembre 1456 chiudendola in una cinta muraria con fossato e quattro porte.

## Lacedonia moderna e contemporanea
Segue l'elenco dei feudatari di Lacedonia:
1. Gabriele Del Balzo Orsino, duca di Venosa. Con Giovanna Caracciolo
2. 1451: Maria Donata del Balzo. Con Pirro Del Balzo, Principe di Altamura.
3. 1482: Isabella Del Balzo. Con Federico d'Aragona, Re di Napoli.
4. 1497: Ascanio Maria Sforza De Vicecomite, Cardinale
5. 1501: Baldassarre Pappacoda
6. 1520: Ferdinando Pappacoda
7. Scipione Pappacoda
8. 1566: Giulia Carafa
9. 1581: Zenobia Doria, Principessa di Melfi. Con Giovanni Andrea Doria.
10. 1590: Andrea Doria.

Nella notte tra il 10 e l'11 settembre 1486 i baroni ribelli si radunarono nella chiesa di S.Antonio e congiurarono contro il Re Ferrante I d'Aragona e il figlio Alfonso, duca di Calabria. L'avvenimento, narrato dallo storico napoletano Camillo Porzio, coinvolse Papa, Principi e Sovrani e mise a rischio il dominio aragonese sull'Italia meridionale. La congiura venne rievocata in alcuni versi del poeta Giovanni Chiaia: «Di Lacedonia ecco la roccia alpestre/là i rubelli a vendicar le offese/sull'Ostia Santa staser le destre/sperder giurando il seme aragonese». All'epoca era signore di Lacedonia Pirro Del Balzo, nipote del re.
Il 29 settembre 1497 il monarca donò la città di Lacedonia e altre terre al Cardinale Ascanio Maria Sforza De Vicecomite. Dopo la sua morte Lacedonia ritornò nelle mani del re che la donò a Baldassare Pappacoda.
Nel 1501 Baldassarre Pappacoda, consigliere e amico del re Federico I prese possesso del feudo e costruì il Castello Nuovo. I Pappacoda tennero il feudo fino al 1566, quando Feudo e Castello vennero venduti ai Doria, che vi rimasero fino al 1806, anno in cui Napoleone Bonaparte abolì il feudalesimo:
(legge di eversione della feudalità del 2 agosto 1806.)
Nel quadriennio 1743-46 il suo territorio fu soggetto alla competenza territoriale del regio consolato di commercio di Ariano, nell'ambito della provincia di Principato Ultra; in quello stesso periodo storico visse a Lacedonia Gerardo Maiella, venerato come santo dalla Chiesa cattolica.
Lacedonia è stata sede vescovile fin dall'XI secolo. Simeone, il primo vescovo, è noto per aver inaugurato nel 1059 l'abbazia di San Michele Arcangelo. A costui sono succeduti altri 68 vescovi. Il santo patrono è Nicola di Bari, il co-patrono san Filippo Neri. La diocesi fu poi accorpata nel 1986 a quella di Ariano Irpino per dar vita così alla diocesi di Ariano Irpino-Lacedonia.
In seguito al terremoto del 1930, il regime fascista ricostruì la città con case antisismiche.